# 东单北大街
39°54′34″N 116°24′42″E / 39.90954°N 116.41179°E
东单北大街是位于中国北京市东城区中部的一条大街。

## 简介
东单北大街北起灯市口大街，与东四南大街南端连接，南到东长安街东口的东单，与崇文门内大街北端连接，因位于东单以北而得名。明朝，该街南端建有一座四柱三楼式木牌楼，称东单牌楼。东单北大街明朝、清朝时便已形成。清朝光绪年间称“就日坊北大街”，俗称“东单牌楼大街”。宣统时，南段称“东单牌楼”，因街南端有东单牌楼而得名；北段称“米市大街”，因街北为粮食交易之处而得名。民国三十六年（1947年）整顿地名时，将梅竹胡同、米市大街并入，改称“东单北大街”。文化大革命中，一度改称“瑞金路”。1992年，从崇文门直到雍和宫桥的崇文门内大街、东单北大街、东四南大街、东四北大街、雍和宫大街，被东城区人民政府命名为“银街”，以与号称“金街”的王府井大街媲美。
东单北大街3号，是北京基督教青年会会所旧址。基督教青年会最早是由英国人乔治·威廉（George Williams）1844年在英国伦敦首创。1851年，在美国正式成立了基督教青年会组织，但其活动不再以宗教活动为主，而是成为工人和业余人员的业余文娱组织。北京基督教青年会会所1913年建成，成为崇文门至雍和宫邻街的最高建筑，并且有北京当时最完善的体育设施。该会所由美国人万那美克捐资修建，美国建筑师设计，中国人施工，仿欧洲古典式建筑风格，在若干部位融合了中国传统建筑手法。主要建筑为一栋三层西洋式楼房，门楣上设有弧形雨遮。北京基督教青年会会所内举办英文补习、英文打字、体育活动等。会所的地下室为室内体育馆，也是北京历史上最早的室内体育活动场所。1949年后，该会所为东城区少年体校、红星电影院使用。后来，原有建筑大部分拆除，仅留下了神职人员宿舍。现在，东单北大街3号是北京基督教青年会的新大楼“青年会大楼”。
东单北大街21号，是中华圣经会旧址，1984年被定为北京市文物保护单位。